# 兆勤科技
兆勤科技股份有限公司（英語：Zyxel Networks Corp.），簡稱兆勤科技，是一家總部位於台灣新竹科學園區的網通解決方案提供商，主要服務中小企業，業務分布全球150個市場。
兆勤科技於2019年4月1日由母公司合勤投資控股股份有限公司（合勤投控，英語：Zyxel Group Corp.）旗下100%持股之子公司合勤科技股份有限公司（合勤科技，英語：Zyxel Communications Corp.）分割成立。

## 歷史
1989年8月16日，朱順一博士成立合勤科技。次年，合勤科技自行開發出高速數據機核心晶片組之關鍵零組件，並於1991年推出全球第一台V.32 bis 14400bps高速數據機，隨後在1992年也開發出全球第一台結合數據/傳真/語音的三合一數據機U-1496系列。1998年，合勤科技首先將VPN技術應用在小型路由器上，並於同年開發全球第一台內建數據機路由器Prestige 100MH。
1999年8月24日，合勤科技的股票在臺灣證券交易所公開發行，股票代碼為2391。
2010年3月23日，合勤科技董事會通過企業分割方案，正式成立了控股公司「合勤投資控股股份有限公司」。按照1:1的換股比例，合勤科技的股權轉讓給合勤投控。同年8月16日，合勤投控在臺灣證券交易所上市，股票代碼為3704。合勤科技則成為合勤投控100%持股的子公司，股票下市。10月30日，合勤投控旗下合勤科技分割原產品事業群，成立盟創科技股份有限公司（盟創科技，英語：MitraStar Technology），負責原合勤科技的網路設備代工業務。合勤科技和盟創科技同為合勤投控100%持股的子公司。2019年4月1日，合勤科技再次進行分割，將旗下通路事業群業務獨立出來，成立兆勤科技。分割後，合勤科技專注電信事業業務，兆勤科技則聚焦通路業務。
2022年，合勤集團年營收達10億美元 。

## 合勤集團及其子公司
合勤投控為母公司，旗下組織包括：
- 兆勤科技：提供整合雲端和資安服務的商用網通解決方案。其品牌名稱為「Zyxel」。
- 合勤科技：提供電信/聯網服務設備。同樣以「Zyxel」作為品牌名[9]。
- 盟創科技：從事產品研發和製造代工服務[10]。
- 黑貓資訊 （英語：Black Cat Information）：由資安部門拆分成立，提供資安防護與資安顧問服務[11]。
- 宇曜智能 （英語：Ardomus Networks）：提供物聯網網路連結與自動化技術。
- 勤創資通 （英語：XSquare Communications）：提供5G通訊發展與軟硬體服務。

## 產品及解決方案
| 網路交換器                   | 提供非網管型、網管型、智慧網管型、Layer 2/3存取交換器及Layer 3匯聚交換器。 |
| 無線網路基地台               | 提供室內及戶外型機種，搭載包括WiFi 6, WiFi 6E及WiFi 7等無線技術。          |
| 網路防火牆                   | 提供兩大類防火牆，包含次世代防火牆及VPN防火牆。                            |
| 行動寬頻路由器               | 包含5G NR及4G LTE路由器，具備室內、戶外及攜帶型機種。                      |
| 行動通訊室內訊號覆蓋解決方案 | 提供室內用行動通訊導波器及主動式天線分布系統。                             |
| 雲端網路解決方案             | 提供全面雲端網路管理，包括無線、有線、資安及行動寬頻。                     |
| 訂閱制網路授權服務           | 提供雲網管與資安訂閱授權服務，支援定期支付方式。                           |

## 外部連結
- 兆勤科技 （页面存档备份，存于）